# Ловро Майер
Ловро Майер (на хърватски: Lovro Majer) е хърватски футболист, роден на 17 януари 1998 в Загреб, полузащитник, Състезател на германския Волфсбург и националния отбор на Хърватия.

## Успехи

### Хърватия
- Трето място и бронзов медал на Световното първенство по футбол 2022 в  Катар.[1]